# Sigismund Gschwandner
Sigismund Gschwandner OSB (* 28. März 1824 in Röhrabrunn; † 7. August 1896 in Zermatt; eigentlich Matthias Gschwandner) war ein österreichischer römisch-katholischer Schulmann.

## Leben
Nach Gymnasialstudien in Znaim und dem Besuch des Wiener Schottengymnasiums studierte Gschwandner Philosophie an der Universität Wien und promovierte dort 1845. Bereits 1844 trat er in die Schottenabtei ein, 1849 wurde er zum Priester geweiht. Von 1849 bis 1880 unterrichtete er Mathematik, Physik und Philosophie am Schottengymnasium. Daneben war er 1859 und 1870 Dekan der Philosophischen Fakultät der Universität Wien, sowie 1868 bis 1871 Kustos des physikalisch-astronomischen Hofkabinetts. Nach Tätigkeiten als Pfarrverweser in Enzersdorf im Thale 1880 bis 1882 und als Subprior des Schottenstiftes 1883 wurde er 1886 zum Direktor des Schottengymnasiums bestellt, das er bis 1895 leitete.
Gschwandner war einer der Gründer der Österreichischen Meteorologischen Gesellschaft und war Mitglied zahlreicher wissenschaftlicher Vereinigungen, so etwa der Wiener meteorologischen Gesellschaft (1865), der Wiener geologischen Gesellschaft (1865), der Astronomischen Gesellschaft (1869), der Wiener chemisch-physikalischen Gesellschaft (1870), der Leipziger pädagogischen Gesellschaft (1870) und der Wiener anthropologischen Gesellschaft (1870).